# Rainer Hutterer
Leonhard Rainer Georg Hutterer (* 6. Mai 1948) ist ein deutscher Mammaloge und Paläobiologe. Er studierte in Hamburg und Wien Biologie, Chemie, Philosophie und Pädagogik. Ein Forschungsschwerpunkt sind Kleinsäuger.

## Leben
Von 1972 bis 1976 arbeitete er als wissenschaftlicher Mitarbeiter der Österreichischen Akademie der Wissenschaften. 1976 wurde Hutterer mit der Dissertation Deskriptive und vergleichende Verhaltensstudien an der Zwergspitzmaus, Sorex minutus L., und der Waldspitzmaus, Sorex araneus L. (Soricidae - Insectivora - Mammalia) am Institut für Zoologie der Universität Wien zum Ph.D. promoviert. Anschließend war er für die Artenschutzbehörden des Bundesamtes für Ernährung und Forstwirtschaft (heute Bundesamt für Naturschutz) als Sachverständiger in Fragen der im Washingtoner Artenschutzübereinkommen (CITES) gelisteten Arten tätig.
Anschließend war er zunächst als Stipendiat am Zoologischen Forschungsmuseum Alexander Koenig in Bonn tätig; von 1977 bis 2014 war er dort Kurator und später auch Leiter der Abteilung Wirbeltiere. Daneben arbeitete er als Institutshistoriker und Archivleiter und engagierte sich in archäozoologischen Projekten. Seit Juli 2014 ist er Curator emeritus.
Rainer Hutterers Forschungsschwerpunkte liegen in den Bereichen Biodiversität und Phylogeographie, sowie Paläobiologie, Systematik und Taxonomie. Sein Interesse gilt dabei besonders der Systematik und der Biogeographie tropischer Kleinsäuger (insbesondere Nagetieren, Spitzmäusen und Fledermäusen in Afrika und Südamerika), der Phylogenese von Spitzmäusen sowie dem Faunenwechsel auf Inseln. Hutterer entdeckte und benannte bisher 60 Säugetier-, 2 Eidechsen- und 18 Schneckenarten.
Er war Herausgeber der Zeitschrift Myotis – International Journal of Bat Research und 17 Jahre Herausgeber des Museumsjournals Bonner Zoologische Beiträge. Von Oktober bis Dezember 1988 war er Wissenschaftlicher Mitarbeiter am Field Museum of Natural History in Chicago. Seit 1994 ist er Wissenschaftlicher Mitarbeiter am American Museum of Natural History in New York City.
Hutterer war für die Renovierung, Neuaufstellung und Erweiterung der Abteilung für Säugetiere am Zoologischen Forschungsmuseum Alexander Koenig verantwortlich. Daneben arbeitete er als Institutshistoriker und Archivleiter, in der Beringungszentrale für Fledermäuse und kooperierte mit Anthropologen bei archäozoologischen Projekten. 2010 trat er dem Gartenteam des Museums bei, das die Gestaltung der Gartenanlage organisiert. Hutterer ist Mitglied der American Society of Mammalogists, wo er im Checklisten-Ausschuss mitarbeitet, und in der Deutschen Gesellschaft für Säugetierkunde.
Hutterers Interessensschwerpunkte umfassen die Systematik und die Biogeographie von tropischen Kleinsäugern, insbesondere von Nagetieren, Spitzmäusen und Fledermäusen in Afrika und Südamerika, die Phylogenese von Spitzmäusen sowie die Tierfluktuation auf Inseln, insbesondere auf den Kanaren. Seine Forschungsreisen führten ihn auf die Kanarischen Inseln, nach Nord-, West-, Zentral- und Ostafrika, nach Oman, in den Iran, nach Südamerika und nach Panay. Hutterer beschäftigte sich auch mit ausgestorbenen Arten, darunter die Spitzmausart Crocidura balsamifera, deren mumifizierter Körper in ägyptischen Grabstätten entdeckt wurde, Nesoryzomys fernandinae, eine Mäuseart von den Galapagos-Inseln, sowie die Kanarische Lavamaus (Malpaisomys insularis).
Neben über 100 Fachartikeln, darunter mehrere Erstbeschreibungen von Nagetieren, Spitzmäusen und Fledermäusen, schrieb Hutterer 2005 den Abschnitt über die Insektenfresser im Standardwerk Mammal Species of the World. 2013 war er an mehreren Gattungs- und Artbeschreibungen in Jonathan Kingdons Werk Mammals of Africa beteiligt.

## Würdigungen und Dedikationsnamen
Nach Hutterer sind eine Nagetierart aus der Demokratischen Republik Kongo, zwei Schneckenarten von den Kanarischen Inseln und eine Milbenart benannt. 1996 wurde Hutterer im Artepitheton der Hutterer-Bürstenhaarmaus (Lophuromys huttereri) geehrt. 1991 wurde ihm die Schneckenart Napaeus huttereri von Lanzarote gewidmet. 1994 wurde die Schneckenart Canariella huttereri von El Hierro nach ihm benannt. 1983 benannten William B. Nutting, Fritz Lukoschus und L.A.J.M. Mertens Demodex huttereri, eine auf der Brandmaus (Apodemus agrarius) parasitierende Milbe nach Hutterer. Neal Woodman beschrieb 2023 die Spitzmausart Cryptotis huttereri aus Kolumbien. 2012 wurde Hutterer für seine Verdienste mit der Alexander-Koenig-Medaille ausgezeichnet.

## Werke (Auswahl)
- The shrews of Nigeria (Mammalia: Soricidae), 1983 (mit David C. Happold)
- Symposium Herpetologia Canariensis, 1985 (mit Wolfgang Böhme)
- Vertebrates in the Tropics: Proceedings of the International Symposium on Vertebrate Biogeography and Systematics in the Tropics, 1990 (mit Gustav Peters)
- Bat Migrations in Europe: A Review of Banding Data and Literature, 2006 (in Zusammenarbeit mit dem Bundesamt für Naturschutz)
- New African Mammals, 2009 (mit Gustav Peters)